# Franz Schacherl
Franz Schacherl (geboren 28. November 1895 in Wien, Österreich-Ungarn; gestorben 28. Oktober 1943 in Nova Lisboa, Angola) war ein österreichischer Architekt.

## Leben
Franz Schacherl stammte aus einem jüdischen sozialdemokratischen Haus. Der Nationalratsabgeordnete Michael Schacherl war sein Vater. Nach dem Besuch der Technischen Hochschule in Graz begann Schacherl Anfang der 1920er Jahre in Wien als Architekt beim Österreichischen Verband der Siedler in Wien, Kleingärtner und Kleintierzüchter. Dort lernte er Franz Schuster kennen, mit dem zusammen er am Siedlungsamt der Gemeinde Wien tätig wurde. Als Sozialist fand er nach 1933 keine Möglichkeit als Architekt zu wirken. Schließlich emigrierte er 1938 nach Paris, wo er durch Vermittlung von Baron Rothschild Kontakt zur portugiesischen Regierung erhielt. 1939 ging er in die portugiesische Kolonie Angola, wo er zwar mit Zustimmung begrüßt wurde. Er sollte dort vornehmlich Spitäler und Regierungsgebäude errichten, letztlich war aber kein Geld dafür vorhanden. Mehrfach wird geschrieben, dass er an den Entwürfen für das Hotel de Luanda im Stadtteil Miramar und das Teatro Nacional von Luanda beteiligt war.
Im Mai 1943 verstarb seine Tochter Magda wegen mangelnder medizinischer Hilfe den Folgen eines Blinddarmdurchbruchs. Am 28. Oktober desselben Jahres starb Franz Schacherl während einer Operation wegen eines durchgebrochenen Magengeschwüres. Er fand auf dem Friedhof Alto das Cruzes in Miramar, Luanda, seine letzte Ruhestätte.

## Bedeutung
Franz Schacherl war Spezialist für den Siedlungsbau, für den er auch in Fachartikeln wie politischen Zeitschriften vehement eintrat. Er sah in einer in Richtung Gartenstadt gehenden Wohnbaupolitik die Verwirklichung proletarischen Bauens und bekämpfte die Errichtung von Hochhäusern und großen Wohnblöcken. Sein Ideal war eine einfache, klare und funktionale Gestaltung ohne Reminiszenzen an kleinbürgerliches Wohnen.

## Werke

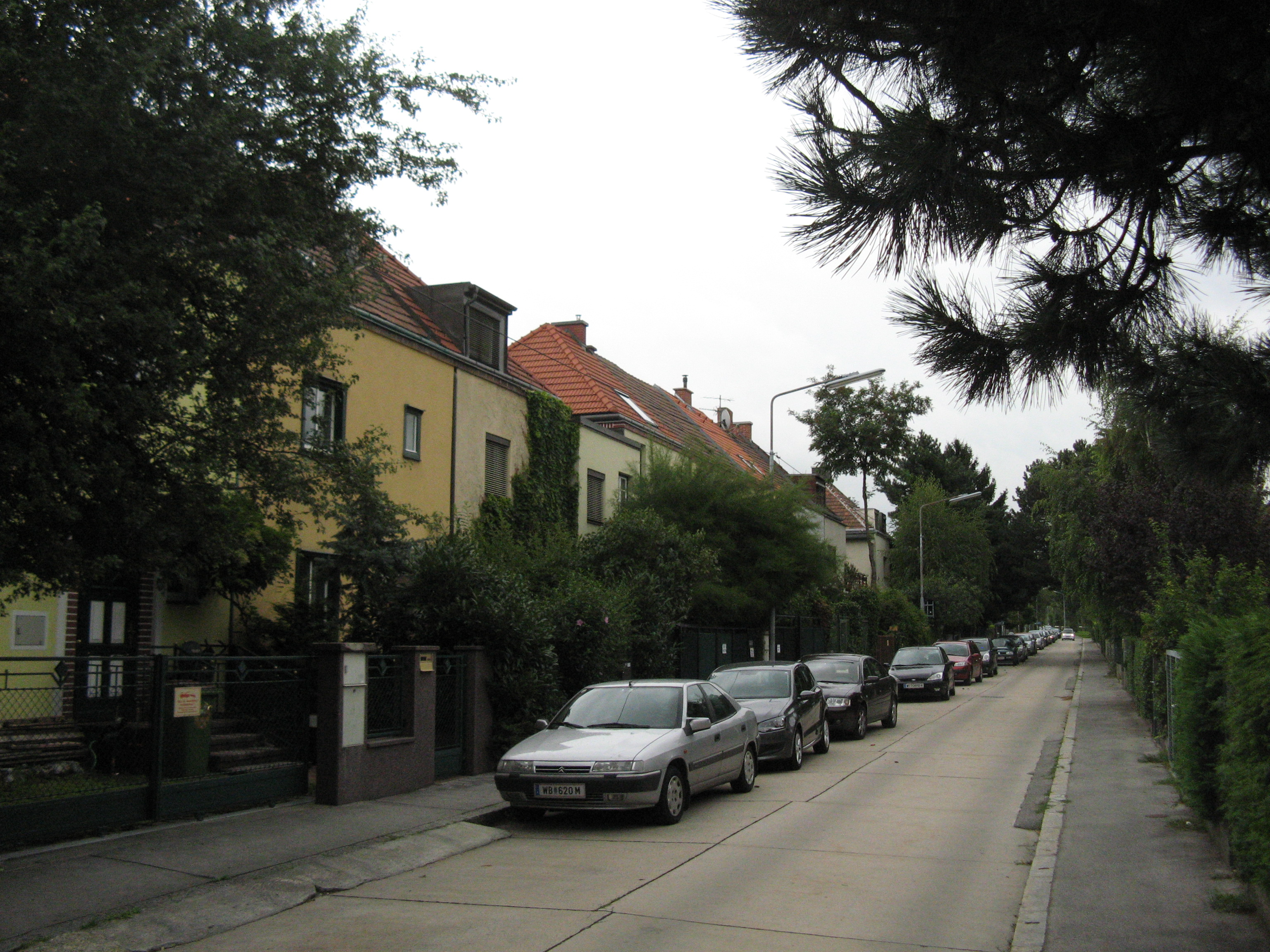
Siedlung Am Wasserturm

- Siedlung Südost, Laaer-Berg-Straße 151–203, Wien 10 (1921)
- Kriegerheimstätte Hirschstetten, Wien 22 (1921)
- Siedlung Am Wasserturm, Raxstraße 29–111, Wien 10 (1923–24)
- Schutzbundsiedlung, Knittelfeld (1924)
- Siedlung Neustraßäcker, Erzherzog-Karl-Straße, Wien 22 (1924–26)
- Karl-Volkert-Hof, Thaliastraße 75, Wien 16 (1926–27)
- Kindergarten der Siedlung Südost, Lippmanngasse 3, Wien 10 (1927)
- Wohnsiedlung Laaer Berg (zweite Phase der Siedlung Südost), Economogasse 1 u. a., Wien 10 (1927)
- Vier Gemeindebauten am Laaer Berg, Laaer-Berg-Straße 166, 168, 172, 202, Wien 10 (1927)
- Wohnhausanlage der Gemeinde Wien, Wehlistraße 305, Wien 2 (1928)
- Kinderheim, Bruck an der Mur (vor 1930)
- Franz-Mair-Hof, Schüttelstraße 5–9, Wien 2 (1931)

Siehe auch: Liste der Wiener Wohnsiedlungen der Ersten Republik